# Ar-Razí
|  | Per a altres significats, vegeu «Ar-Razí (desambiguació)». |

Abu-Bakr Muhàmmad ibn Zakariyyà ar-Razí (àrab: أبو بَكر مُحَمَّد بن يَحْيَى بن زَكَرِيّا الرَّازِيّ, Abū Bakr Muḥammad b. Yaḥyà b. Zakariyyā ar-Rāzī; persa: ابوبکر محمّد بن زَکَریای رازی), conegut senzillament com ar-Razí i, a Occident, amb el nom llatinitzat de Rasis o Rhazes (Rayy, actual Iran, 865 - 15 d'octubre de 925), fou un erudit persa, filòsof, químic/alquimista, físic i un dels metges més importants de l'edat mitjana. Versat en el coneixement de la medicina persa, grega i índia, va aportar avenços fonamentals i duradors sobretot a través de les seves pròpies observacions i descobertes. Les obres atribuïdes a Jàbir ibn Hayyan i ar-Razí contenen les classificacions sistemàtiques més antigues conegudes de substàncies químiques. És considerat un dels primers exponents de la medicina experimental i el pare de la pediatria. Va realitzar la primera descripció coneguda de la verola, que els grecs havien confós amb el xarampió. En relació amb el sistema nerviós va afirmar que els nervis tenien funcions motores o sensorials, descrivint set nervis cranials i trenta-un de la medul·la espinal, assignant un ordre numèric als nervis cranials des de l'òptic fins als nervis hipoglosos. Va classificar els nervis espinals en vuit nervis cervicals, dotze toràcics, cinc lumbars, tres sacres i tres coccigis, i va utilitzar aquesta classificació per relacionar els signes clínics de lesió amb la ubicació corresponent de les lesions del sistema nerviós. Pel que fa a les pràctiques higièniques, ar-Razí, a qui se li va demanar una vegada que escollis el lloc per a un nou hospital a Bagdad, va suspendre trossos de carn en uns quants punts de la ciutat i va recomanar construir l'hospital al lloc on la carn es va podrir més lentament. Ar-Razí és de vegades anomenat el «Pare de la pediatria» perquè va escriure una monografia sobre les malalties dels infants, tractant la pediatria com un camp diferenciat de la medicina.
Multidisciplinari, també va destacar de manera notable en els camps de l'alquímia, destil·lant querosè, la música i la filosofia. Va escriure al voltant de 200 llibres i opuscles q«»ue tracten tots aquests temes.

## Biografia

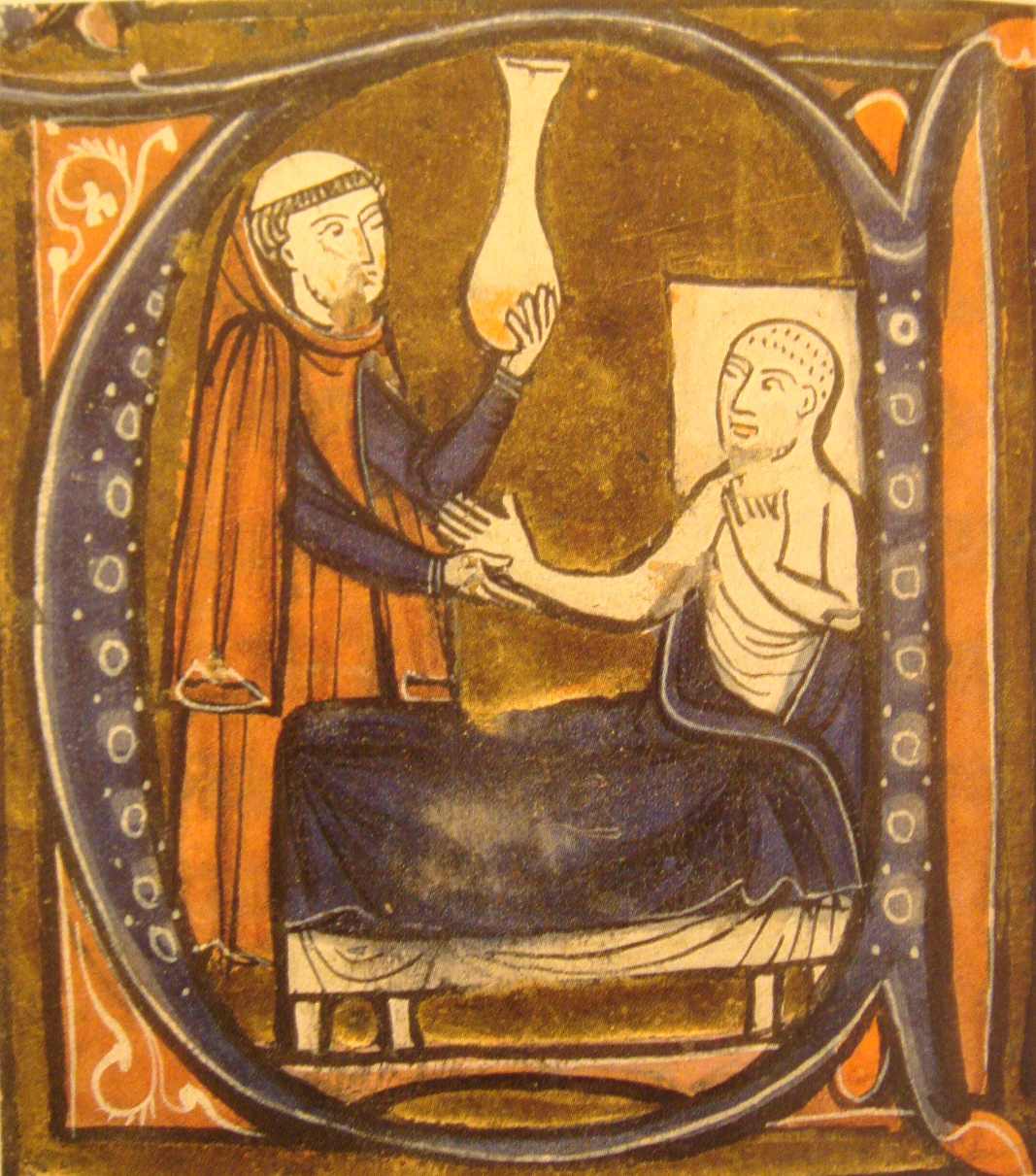
Representació d'ar-Razí en un manuscrit del d'una obra de Gerard de Cremona.

Ar-Razí va néixer a la ciutat de Rayy, que li dona nom (ar-Razí és la nisba o gentilici de Rayy), en el si d'una família d'origen persa i, per tant, la seva llengua materna era el persa. Rayy està situada a la Gran Ruta de la Seda, que durant segles va facilitar el comerç i els intercanvis culturals entre Orient i Occident. Es troba al vessant meridional de la serralada d'Alborz, a prop de Teheran.
En la seva joventut, ar-Razí es va traslladar a Bagdad, on va estudiar i practicar al bimaristan (‘hospital’) local. Més tard va ser convidat a tornar a Rayy per Mansur ibn Ishaq, llavors governador de Rayy, i es va convertir en el cap d'un bimaristan. Va dedicar dos llibres sobre medicina a Mansur ibn Ishaq, La física espiritual i Al-Mansurí sobre la medicina. A causa de la seva recentment adquirida popularitat com a metge, ar-Razí va ser convidat a Bagdad on va assumir les responsabilitats de director en un nou hospital que portava el nom del seu fundador al-Mútaḍid (m. 902). Sota el regnat del fill d'al-Mútadid, al-Muktafí (r. 902–908) ar-Razí va rebre l'encàrrec de construir un nou hospital, que hauria de ser el més gran del califat abbàssida. Per triar la ubicació del futur hospital, ar-Razí va adoptar el que avui dia en diríem un enfocament higienista, ja que va basar el seu criteri en tenir carn fresca penjada a uns quants llocs de la ciutat i construir l'hospital on la carn triga més a podrir-se.
Va passar els últims anys de la seva vida a la seva Rayy natal, on va patir glaucoma. La seva afecció ocular va començar amb cataractes i va acabar amb una ceguesa total. La causa de la seva ceguesa és incerta. Un relat esmentat per Ibn Juljul va atribuir la causa a un cop al cap del seu mecenes, Mansur ibn Ishaq, per no haver proporcionat proves per a les seves teories alquímiques; mentre que Abu-l-Fàraj i Casiri van afirmar que la causa era només una dieta de fesols. S'explica l'anècdota que un dia va ser abordat per un metge que li va oferir una pomada per curar la seva ceguesa; aleshores, ar-Razí li va preguntar quantes capes conté l'ull i, quan no va poder rebre resposta, va declinar el tractament afirmant que «els meus ulls no seran tractats per algú que no conegui els fonaments de la seva anatomia».
Les lliçons d'ar-Razí van atreure molts estudiants. Tal com relata Ibn an-Nadim al Fíhrist, ar-Razí era considerat un xeic, un títol honorífic donat a qui tenia dret a ensenyar i envoltat de diversos cercles d'estudiants. Quan algú plantejava una pregunta, la passava als alumnes del «primer cercle»; si no sabien la resposta, es passava als del «segon cercle», etc. Quan tots els estudiants no responien, el mateix ar-Razí prenia en consideració la pregunta. Ar-Razí era una persona generosa per naturalesa, amb una actitud considerada cap als seus pacients. Va ser caritatiu amb els pobres, que tractava de franc, i va escriure per a ells un tractat man la yahduruhu at-tabib, ‘[per a] qui no té cap metge per atendre'l’, amb tot de consells mèdics. Un antic alumne de Tabaristan va venir a cuidar-lo, però com va escriure al-Biruní, ar-Razí el va recompensar per les seves intencions i el va enviar de tornada a casa, proclamant que s'acostaven els seus darrers dies. Segons al-Biruní, ar-Razí va morir a Rayy l'any 925, als seixanta anys. Al-Biruní, que considerava ar-Razí el seu mentor, va escriure una breu biografia d'ar-Razí que inclou una bibliografia de les seves nombroses obres.
Ibn an-Nadim recull un relat sobre ar-Razí transmès per un estudiant xinès que va copiar totes les obres de Galè en xinès mentre ar-Razí li les llegia en veu alta després que l'estudiant va aprendre àrab amb fluïdesa en cinc mesos i va poder assistir a les lliçons d'ar-Razí.
Després de la seva mort, la seva fama es va estendre més enllà de l'Orient Mitjà fins a l'Europa medieval, on el seu recordar va romandre ben viu. En un catàleg sense data de la biblioteca de l'abadia de Peterborough, probablement del segle xiv, ar-Razí hi figura com a autor parcial de deu llibres sobre medicina.

## Aportacions a la medicina

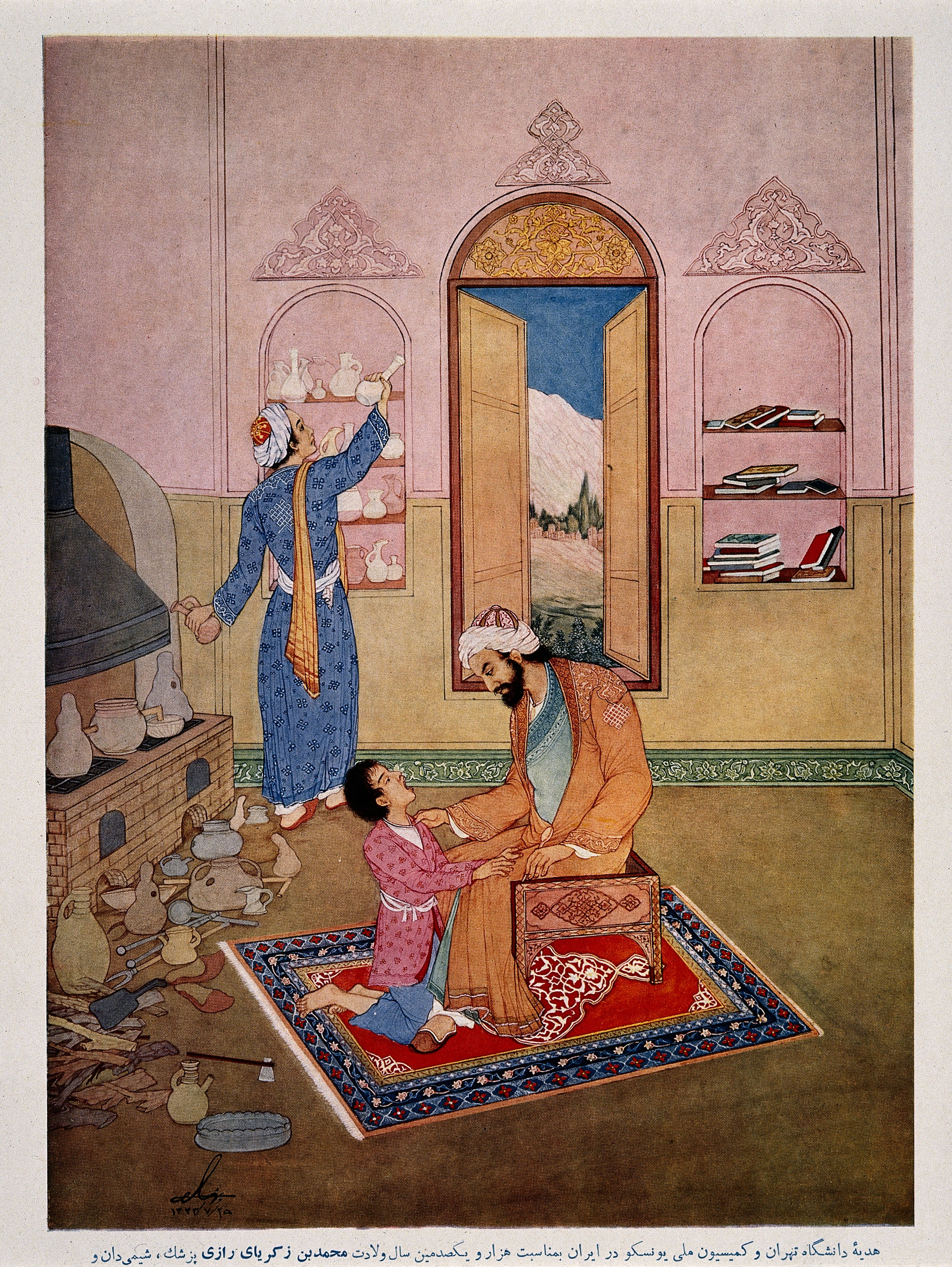
Ar-Razí examinant un pacient (pintura en miniatura de Hossein Behzad, 1894–1968)

### Psicologia i psicoteràpia
Ar-Razí va ser un dels primers grans metges que va tractar aquestes disciplines. És considerat el pare de la psicologia i la psicoteràpia.

### Verola vs. xarampió
Ar-Razí va escriure:
| « | La verola apareix quan la sang «bull» i s'infecta, provocant l'expulsió de vapors. Així, la sang juvenil (que sembla extractes humits que apareixen a la pell) s'està transformant en sang més rica, amb el color del vi madur. En aquesta etapa, la verola apareix essencialment com a «bombolles que es troben al vi» (com a butllofes)... aquesta malaltia també pot tenir lloc en altres moments (és a dir: no només durant la infància). El millor que es pot fer durant aquesta primera etapa és allunyar-se'n, en cas contrari aquesta malaltia es podria convertir en una epidèmia. | » |

El llibre d'ar-Razí Al-judari wa-l-hasba (Sobre la verola i el xarampió) va ser el primer llibre que va descriure la verola i el xarampió com a malalties diferents. Va ser traduït més d'una dotzena de vegades al llatí i a altres llengües europees. La seva manca de dogmatisme i la seva confiança hipocràtica en l'observació clínica mostren els mètodes mèdics d'ar-Razí. Per exemple, va escriure:
| «                            | L'erupció de la verola va precedida d'una febre continuada, dolor a l'esquena, picor al nas i malsons durant el son. Aquests són els símptomes més aguts del seu enfocament juntament amb un notable dolor d'esquena acompanyat de febre i una picor que sent el pacient a tot el cos. Apareix una inflor de la cara, que va i ve, i es nota un color inflamatori general que es nota com un fort enrogiment a les dues galtes i al voltant dels dos ulls. Hom experimenta una pesadesa de tot el cos i una gran inquietud, que s'expressa amb molts estiraments i badalls. Hi ha dolor a la gola i al pit i a un li costa respirar i tossir. Els símptomes addicionals són: sequedat de l'alè, saliva espessa, ronquera de la veu, dolor i pesadesa al cap, inquietud, nàusees i ansietat. (Tingueu en compte la diferència: la inquietud, les nàusees i l'ansietat es produeixen amb més freqüència amb el «xarampió» que amb la verola. D'altra banda, el dolor d'esquena és més evident amb la verola que amb el xarampió). En conjunt s'experimenta calor a tot el cos, un té un còlon inflamat i un enrogiment global brillant, amb un enrogiment de les genives molt pronunciat. | » |
| — Ar-Razí, Al-hawi fi-t-tibb | |   |

### Meningitis

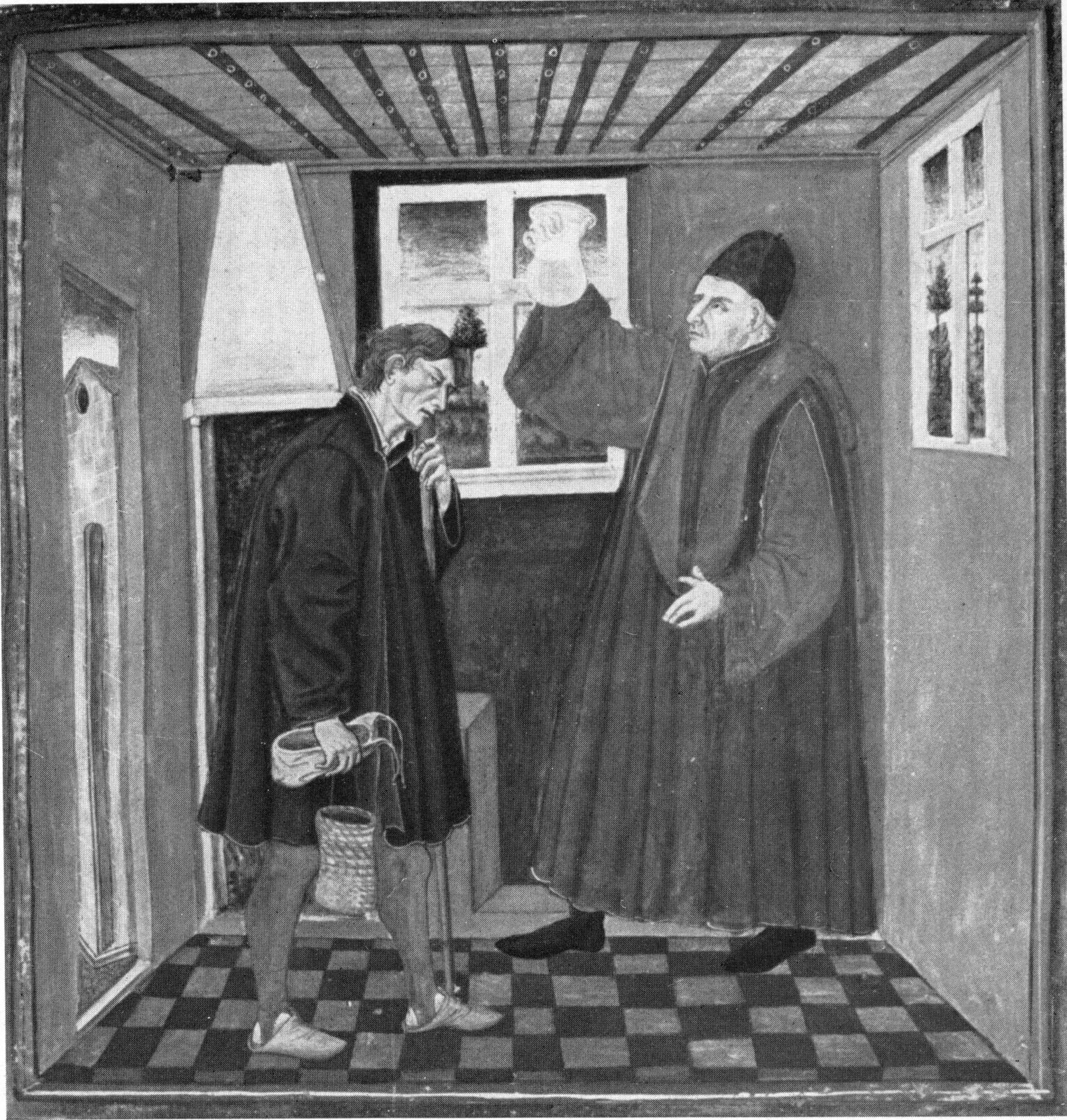
Metge realitzant uroscòpia (d'una traducció al llatí d'una obra d'Ar-Razí, 1466)

Ar-Razí va comparar el resultat dels pacients amb meningitis tractats amb sagnies amb el resultat dels tractats sense, per veure si el fet de treure'ls sang ajudava.

### Farmàcia
Ar-Razí va contribuir de moltes maneres a la pràctica primerenca de la farmàcia. Va compilar textos en els quals introdueix l'ús d'ungüents mercurials i el desenvolupament d'aparells com morters, matrassos, espàtules i ampolles, que s'utilitzaven a les farmàcies fins a principis del segle xx.

### Ètica de la medicina
A nivell professional, ar-Razí va introduir moltes idees pràctiques, progressistes, mèdiques i psicològiques. Va atacar els xarlatans i els falsos metges que deambulaven per les ciutats i els camps venent les seves pastilles i «sanacions». Al mateix temps, va advertir que fins i tot els metges d'alta formació no tenien les respostes a tots els problemes mèdics i no podien curar totes les malalties ni curar tots els malalts, cosa que humanament parlant era impossible. Per ser més útils en els seus serveis i més fidels a la seva vocació, ar-Razí aconsellava als professionals que es mantinguessin al dia en els coneixements més avançats, estudiant contínuament llibres mèdics i exposant-se a noves informacions. Va fer una distinció entre malalties curables i incurables. En relació amb això, va comentar que en els casos avançats de càncer i lepra no s'ha de culpar el metge quan no els pot curar.
Per afegir una nota d'humor, ar-Razí va sentir una gran llàstima pels metges que s'encarregaven del benestar de prínceps, nobles i dones, perquè aquests no obeïen les ordres del metge quan els restringia la seva dieta o els manava rebre un tractament mèdic, la qual cosa feia molt difícil ser el seu metge.